# Bert Willemsen
Bert Willemsen (Elst, 20 december 1965) is een voormalig Nederlands profvoetballer, die als middenvelder speelde, en huidig trainer in het amateurvoetbal.
Willemsen begon bij SC Elistha waar hij op jonge leeftijd in het eerste team kwam. Samen met zijn broer Henk ging hij in 1984 naar N.E.C. Zijn broer keerde na één jaar terug naar Elistha en Bert Willemsen speelde tot 1989 in de lagere teams van N.E.C. Van 1989 tot 1992 maakte hij deel uit van de selectie van het eerste team en kwam tot 20 competitiewedstrijden. Hij vervolgde zijn spelersloopbaan in het amateurvoetbal bij Achilles '29 en speelde in twee periodes lang voor SV Spero. Ook kwam hij een jaar uit voor SCH en speelde hij kort in Duitsland voor SC Kleve 63.
Aan het begin van het seizoen 2007/08 stopte Willemsen bij het eerste van Spero en ging in het tweede spelen. Hij werd later assistent-trainer van dat team. Van 2011 tot 2013 trainde hij het tweede team van SC Bemmel en daarna tot begin 2015 het tweede van Spero. Bij de beide clubs was hij ook assistent bij het eerste team. In januari 2015 werd Willemsen aangesteld als hoofdtrainer van het eerste team van VV OSC. Na het seizoen 2016/17 stopt Willemsen bij OSC, hij gaat dan RKVV HAVO trainen. In oktober 2018 verliet hij HAVO. Medio 2019 werd hij trainer van SC Valburg.